# Raycho Khristov
Raycho Khristov (bulgare : Райчо Христов), né le 4 octobre 1945 à Haskovo (Bulgarie), est un gymnaste artistique bulgare.

## Palmarès

### Championnats d'Europe
- Varsovie 1969
  -  médaille d'or au sol
- Madrid 1971
  -  médaille d'or au sol